# Robert Caymaris
Robert Caymaris est un gymnaste artistique français né le 27 septembre 1935 à Alger. 

## Biographie
Il est sacré champion de France du concours général individuel en 1960.
Il participe aux Jeux olympiques d'été de 1960, obtenant une treizième place au concours général par équipes avec notamment Jean Jaillard et Michel Mathiot..